# ČKD Sokolovo Libeň
El ČKD Sokolovo Libeň fue un equipo de fútbol de Checoslovaquia que alguna vez jugó en la Primera División de Checoslovaquia, primera división de fútbol en el país.

## Historia
Fue fundado en el año 1903 en la ciudad de Liben de la capital Praga con el nombre SK Liben, y cambió de nombre en algunas ocasiones:
- 1903-48: SK Libeň
- 1948-49: Sokol Libeň
- 1949-51: ČKD Sokolovo Libeň

Fue uno de los equipos fundadores de la Primera División de Checoslovaquia en 1925, en la que terminó en séptimo lugar en su temporada inaugural, liga en la cual disputó 130 partidos con 23 victorias, 13 empates y 94 derrotas, anotó 194 goles y recibió 494.
El club desapareció en 1951 luego de fusionarse con el Bratrství Sparta.